# Taxonomie van de zweefvliegen
De taxonomie van de zweefvliegen omvat de indeling van alle soorten insecten die behoren tot de zweefvliegenfamilie. De verschillende onderfamilies, tribussen en geslachten zijn onderstaand weergegeven.
- Onderfamilie Eristalinae (=Milesiinae)
  - Tribus Brachyopini (=Chrysogasterini Shannon, 1922)
    - Subtribus Brachyopina
      - Geslacht Brachyopa (=Eugeniamyia)
        - Ondergeslacht B. (Brachyopa) Meigen, 1822
        - Ondergeslacht B. (Hammerschmidtia) Schummel, 1834
        - Ondergeslacht B. (Trichobrachyopa) Kassebeer, 2001

      - Geslacht Chromocheilosia Hull & Fluke, 1950
      - Geslacht Chrysogaster Meigen, 1803 (=Ighboulomyia)
      - Geslacht Chrysosyrphus Sedman, 1965
      - Geslacht Cyphipelta Bigot, 1859
      - Geslacht Hemilampra Macquart, 1850
      - Geslacht Lejogaster Rondani, 1857
      - Geslacht Lepidomyia Loew, 1864 (=Lepidostola)
      - Geslacht Liochrysogaster Stackelberg, 1924
      - Geslacht Melanogaster Róndani, 1857
      - Geslacht Myolepta (=Eumyolepta, Sarolepta, Xylotaeja)
        - Ondergeslacht M. (Myolepta) Loew, 1864
        - Ondergeslacht M. (Protolepidostola) Hull, 1949d

      - Geslacht Neoplesia  Macquart, 1850
      - Geslacht Orthonevra Macquart, 1829
      - Geslacht Riponnensia Maibach, Goeldlin & Speight, 1994

    - Subtribus Spheginina
      - Geslacht Austroascia Thompson & Marnef, 1977
      - Geslacht Chamaesphegina Shannon & Aubertin, 1922 (=Desmetrum)
      - Geslacht Neoascia (=Stenopipiza)
        - Ondergeslacht N. (Neoascia) Williston, 1887
        - Ondergeslacht N. (Neoasciella) Stackelberg, 1965

      - Geslacht Sphegina
        - Ondergeslacht S. (Sphegina) Meigen, 1822
        - Ondergeslacht S. (Asiosphegina) Stackelberg, 1975

  - Tribus Callicerini (=Calliceratinae Brues & Melander, 1932)
    - Geslacht Callicera Panzer, 1809
    - Geslacht Notiocheilosia Thompson, 1972

  - Tribus Cerioidini (=Ceriini, Cerioidinae Wahlgren, 1909)
    - Geslacht Ceriana (=Ceria, Ceriathrix, Cerioides, Hisamatsumyia, Shambalia, Tenthredomyia)
      - Ondergeslacht C. (Ceriana) Rafinesque, 1815
      - Ondergeslacht C. (Monoceromyia) Shannon, 1925
      - Ondergeslacht C. (Polybiomyia) Shannon, 1925
      - Ondergeslacht C. (Sphiximorpha) Rondani, 1850

    - Geslacht Primocerioides Shannon, 1927

  - Tribus Eristalini
    - Subtribus Eristalina
      - Geslacht Austalis Thompson & Vockeroth, 2003
      - Geslacht Axona Walker, 1864
      - Geslacht Digulia Meijere, 1913
      - Geslacht Dissoptera Edwards, 1915 (=Xenozoon)
      - Geslacht Eristalinus (=Metalloeristalis, Oreristalis)
        - Ondergeslacht E. (Eristalinus) Rondani, 1845
        - Ondergeslacht E. (Eristalodes) Mik, 1897
        - Ondergeslacht E. (Helophilina) Becker, 1922
        - Ondergeslacht E. (Lathyrophthalmus) Mik, 1897
        - Ondergeslacht E. (Merodonoides) Curran, 1931

      - Geslacht Eristalis (=Cristalis, Elophilus, Eristaloides, Eristalomya, Eristalomyia, Eriops, Tubifera)
        - Ondergeslacht E. (Eoseristalis) Kanervo, 1938
        - Ondergeslacht E. (Eristalis) Latreille, 1804

      - Geslacht Keda Curran, 1931
      - Geslacht Kertesziomyia (=Catacores, Kertesziomya, Klossia, Paramesembrius)
        - Ondergeslacht K. (Kertesziomyia) Shiraki, 1930
        - Ondergeslacht K. (Pseuderistalis) Shiraki, 1930

      - Geslacht Lycastrirhyncha Bigot, 1859
      - Geslacht Meromacroides Curran, 1927
      - Geslacht Meromacrus Rondani, 1849 (=Metameromacrus, Plagiocera, Promilesia, Pteroptila, Thalamopales)
      - Geslacht Palpada (=Doliosyrphus)
        - Ondergeslacht P. (Gymnopalpada) Vockeroth, 1981
        - Ondergeslacht P. (Palpada) Macquart, 1834
        - Ondergeslacht P. (Trichopalpada) Vockeroth, 1981

      - Geslacht Phytomia (=Megaspis, Streblia)
        - Ondergeslacht P. (Dolichomerus) Macquart, 1850
        - Ondergeslacht P. (Phytomia) Guerin-Meneville, 1833

      - Geslacht Senaspis Macquart, 1850 (=Protylocera, Triatylosus)
      - Geslacht Simoides Loew, 1858
      - Geslacht Solenaspis Osten Sacken, 1881

    - Subtribus Helophilina
      - Geslacht Austrophilus Thompson, 2000
      - Geslacht Chasmomma Bezzi, 1915
      - Geslacht Dolichogyna
        - Ondergeslacht D. (Dolichogyna) Macquart, 1842
        - Ondergeslacht D. (Nosodepus) Speiser, 1913

      - Geslacht Habromyia Williston, 1888 (=Edwardsietta)
      - Geslacht Helophilus (=Kirimyia)
        - Ondergeslacht H. (Helophilus) Meigen, 1822
        - Ondergeslacht H. (Pilinasica)

      - Geslacht Lejops (=Eurinomyia)
        - Ondergeslacht L. (Anasimyia) Schiner, 1864
        - Ondergeslacht L. (Arctosyrphus) Frey, 1918
        - Ondergeslacht L. (Asemosyrphus) Bigot, 1882
        - Ondergeslacht L. (Eurimyia) Bigot, 1883
        - Ondergeslacht L. (Lejops) Rondani, 1857
        - Ondergeslacht L. (Lunomyia) Curran & Fluke, 1926
        - Ondergeslacht L. (Polydontomyia) Williston, 1896

      - Geslacht Mallota (=Imatisma, Paramallota, Trigridemyia)
        - Ondergeslacht M. (Mallota) Meigen, 1822
        - Ondergeslacht M. (Myathropa) Linnaeus, 1758

      - Geslacht Mesembrius (=Prionotomyia, Tityusia)
        - Ondergeslacht M. (Mesembrius) Rondani, 1857
        - Ondergeslacht M. (Vadonimyia) Séguy, 1951

      - Geslacht Ohmyia Thompson, 1999
      - Geslacht Parhelophilus Girschner, 1897 (=Pleskeola)
      - Geslacht Quichuana Knab, 1913

  - Tribus Sericomyiini
    - Geslacht Pararctophila Herve-Bazin, 1914
    - Geslacht Pseudovolucella Shiraki, 1930
    - Geslacht Pyritis Hunter, 1897
    - Geslacht Sericomyia (=Cinxia, Condidea, Tapetomyia)
      - Ondergeslacht S. (Arctophila) Schiner, 1860
      - Ondergeslacht S. (Conosyrphus) Frey, 1915
      - Ondergeslacht S. (Sericomyia) Meigen, 1803

  - Tribus Eumerini (=Merodontini, Medorontinae Edwards, 1915, Medorontinae Bezzi, 1915, Medorontidae Glumac & Vujic, 1990, Nausigasterinae Shannon, 1921)
    - Geslacht Alipumilio Shannon, 1927
    - Geslacht Austrocheilosia Thompson, 2008
    - Geslacht Azpeytia Walker, 1865
    - Geslacht Cepa Thompson & Vockeroth, 2007 (=Xela Thompson, 1999)
    - Geslacht Eumerus Meigen, 1822 (=Amphoterus, Citibaena, Megatrigon, Paragopsis)
    - Geslacht Lyneborgimyia Doczkal & Pape, 2009
    - Geslacht Megatrigon Johnson, 1898[1][2]
    - Geslacht Merodon Meigen, 1803 (=Lampetia)
      - Ondergeslacht M. (Exmerodon) Becker, 1912
      - Ondergeslacht M. (Merodon) Meigen, 1803

    - Geslacht Nausigaster Shannon, 1921
    - Geslacht Platynochaetus Wiedemann, 1830
    - Geslacht Psilota Meigen, 1822 (=Emmyia)
      - Ondergeslacht P. (Psilota) Meigen, 1822
      - Ondergeslacht P. (Psilotanycus)

  - Tribus Milesiini (=Xylotini)
    - Subtribus Blerina
      - Geslacht Blera Billberg, 1820 (=Cynorhina)
      - Geslacht Caliprobola Rondani, 1845
      - Geslacht Cynorhinella Curran, 1922
      - Geslacht Lejota Rondani, 1857 (=Chalcomyia)
      - Geslacht Philippimyia Shannon, 1926
      - Geslacht Somula Macquart, 1847

    - Subtribus Criorhinina
      - Geslacht Criorhina Meigen, 1822 (=Brachymyia, Eurhinomallota, Romaleosyrphus)
      - Geslacht Deineches Walker, 1852
      - Geslacht Flukea Etcheverry, 1966
      - Geslacht Lycastris Walker, 1857
      - Geslacht Malometasternum Shannon, 1927
      - Geslacht Matsumyia Shiraki, 1949
      - Geslacht Merapioidus Bigot, 1879
      - Geslacht Pseudopocota Mutin & Barkalov, 1995
      - Geslacht Sphecomyia Latreille, 1829 (=Tyzenhauzia)

    - Subtribus Milesiina
      - Geslacht Hemixylota Shannon & Aubertin, 1933
      - Geslacht Milesia Latreille, 1804 (=Pogonosyrphus, Sphixea
      - Geslacht Spilomyia Meigen, 1803
      - Geslacht Stilbosoma Philippi, 1865
      - Geslacht Syrittosyrphus Hull, 1944

    - Subtribus Temnostomina
      - Geslacht Aneriophora Stuardo & Cortes, 1952
      - Geslacht Odyneromyia
        - Ondergeslacht O. (Odyneromyia) Shannon & Aubertin, 1833
        - Ondergeslacht O. (Austroxylota)

      - Geslacht Palumbia (=Priomerus)
        - Ondergeslacht P. (Korinchia) Edwards, 1919
        - Ondergeslacht P. (Palumbia) Rondani, 1865

      - Geslacht Pterallastes Loew, 1863 (=Pseudozetterstedtia)
      - Geslacht Takaomyia Herve-Bazin, 1914 (=Vespiomyia)
      - Geslacht Temnostoma Lepeletier & Serville, 1828
      - Geslacht Teuchocnemis Osten Sacken, 1875
      - Geslacht Valdiviomyia Vockeroth, 1976 (=Valdivia)

    - Subtribus Tropidiina
      - Geslacht Calcaretropidia Keiser, 1971
      - Geslacht Macrozelima Stackelberg, 1930
      - Geslacht Meropidia Hippa & Thompson, 1983
      - Geslacht Nepenthosyrphus Meijere, 1932
      - Geslacht Orthoprosopa
        - Ondergeslacht O. (Orthoprosopa) Macquart, 1850
        - Ondergeslacht O. (Paratropidia) Hull, 1949

      - Geslacht Senogaster Macquart, 1834
      - Geslacht Syritta Lepeletier & Serville, 1828
      - Geslacht Tropidia
        - Ondergeslacht T. (Ortholophus)
        - Ondergeslacht T. (Tropidia) Meigen, 1822

    - Subtribus Xylotina
      - Geslacht Brachypalpus
        - Ondergeslacht B. (Brachypalpus) Macquart, 1834
        - Ondergeslacht B. (Crioprora) Osten Sacken, 1878

      - Geslacht Cacoceria Hull, 1936 (=Cacomyia)
      - Geslacht Chalcosyrphus
        - Ondergeslacht C. (Chalcosyrphus) Curran, 1925
        - Ondergeslacht C. (Cheiroxylota) Hull, 1949
        - Ondergeslacht C. (Dimorphoxylota) Hippa, 1978
        - Ondergeslacht C. (Hardimyia) Ferguson, 1926
        - Ondergeslacht C. (Neplas) Porter, 1927
        - Ondergeslacht C. (Neploneura) Hippa, 1978
        - Ondergeslacht C. (Spheginoides) Szilady, 1939
        - Ondergeslacht C. (Syrittoxylota) Hippa, 1978
        - Ondergeslacht C. (Xylotina) Hippa, 1978
        - Ondergeslacht C. (Xylotodes) Shannon, 1926
        - Ondergeslacht C. (Xylotomima) Shannon, 1926

      - Geslacht Hadromyia
        - Ondergeslacht H. (Chrysosomidia) Curran, 1934
        - Ondergeslacht H. (Hadromyia) Williston, 1882

      - Geslacht Macrometopia Philippi, 1865
      - Geslacht Pocota Lepeletier & Serville, 1828
      - Geslacht Sterphus (=Tatuomyia, Zonemyia)
        - Ondergeslacht S. (Ceriogaster) Williston, 1888
        - Ondergeslacht S. (Crepidomyia) Shannon, 1926
        - Ondergeslacht S. (Mutillimyia) Hull, 1943
        - Ondergeslacht S. (Sterphus) Philippi, 1865
        - Ondergeslacht S. (Telus) Thompson, 1973

      - Geslacht Xylota (=Zelima)
        - Ondergeslacht X. (Ameroxylota) Hippa, 1978
        - Ondergeslacht X. (Brachypalpoides) Hippa, 1978
        - Ondergeslacht X. (Hovaxylota) Keiser, 1971
        - Ondergeslacht X. (Sterphoides) Hippa, 1978
        - Ondergeslacht X. (Xylota) Meigen, 1822

  - Tribus Rhingiini (=Cheilosiini Cockerell, 1917)
    - Subtribus Cheilosiina
      - Geslacht Cheilosia (=Cartosyrphus, Chilomyia)
        - Ondergeslacht C. (Cheilosia) Meigen, 1822
        - Ondergeslacht C. (Conicheila) Barkalov, 2002
        - Ondergeslacht C. (Convocheila) Barkalov, 2002
        - Ondergeslacht C. (Eucartosyrphus) Barkalov, 2002
        - Ondergeslacht C. (Floccocheila) Barkalov, 2002
        - Ondergeslacht C. (Montanocheila) Barkalov, 2002
        - Ondergeslacht C. (Nephomyia) Matsumura, 1916
        - Ondergeslacht C. (Pollinocheila) Barkalov, 2002
        - Ondergeslacht C. (Rubrocheila) Barkalov, 2002

      - Geslacht Endoiasimyia Bigot, 1882 (=Sonanomyia)
      - Geslacht Ferdinandea Rondani, 1844
      - Geslacht Hiatomyia Shannon, 1922
      - Geslacht Portevinia Goffe, 1944
      - Geslacht Taeniochilosia Oldenberg, 1916

    - Subtribus Pelecocerina
      - Geslacht Ischyroptera Pokorny, 1887
      - Geslacht Macropelecocera Stackelberg, 1952
      - Geslacht Pelecocera (=Euceratomyia)
        - Ondergeslacht P. (Chamaesyrphus) Mik, 1895
        - Ondergeslacht P. (Pelecocera) Meigen, 1822

      - Geslacht Psarochilosia Stackelberg, 1952

    - Subtribus Psarina
      - Geslacht Psarus Latreille, 1804

    - Subtribus Rhingiina
      - Geslacht Rhingia
        - Ondergeslacht R. (Eorhingia) Hull, 1949
        - Ondergeslacht R. (Rhingia) Scopoli, 1763

  - Tribus Volucellini
    - Geslacht Copestylum (=Camerania, Glaurotricha)
      - Ondergeslacht C. (Apophysophora) Williston, 1888
      - Ondergeslacht C. (Copestylum) Macquart, 1846
      - Ondergeslacht C. (Lepidopsis) Curran, 1925
      - Ondergeslacht C. (Megametopon) Giglio-Tos, 1891
      - Ondergeslacht C. (Phalacromyia)
      - Ondergeslacht C. (Tachinosyrphus) Hull, 1936
      - Ondergeslacht C. (Viereckomyia) Curran, 1925
      - Ondergeslacht C. (Volosyrpha) Shannon, 1928
      - Ondergeslacht C. (Volucellosia) Curran, 1930

    - Geslacht Graptomyza Wiedemann, 1820 (=Baryterocera, Ptilostylomyia)
    - Geslacht Ornidia Lepeletier & Serville, 1828
    - Geslacht Volucella Geoffroy, 1762 (=Temnocera)
- Onderfamilie Microdontinae
  - Tribus Microdontini
    - Geslacht Afromicrodon Thompson, 2008[3]
    - Geslacht Archimicrodon
      - Ondergeslacht A. (Archimicrodon) Hull, 1945[4]
      - Ondergeslacht A. (Hovamicrodon) Keiser, 1971[3]

    - Geslacht Aristosyrphus (=Protoceratophya)
      - Ondergeslacht A. (Aristosyrphus) Curran, 1941
      - Ondergeslacht A. (Eurypterosyrphus) Barretto & Lane, 1947

    - Geslacht Bardistopus Mann, 1920[4]
    - Geslacht Carreramyia Doesburg, 1966[5]
    - Geslacht Ceratophya Wiedemann, 1824[4]
    - Geslacht Ceratrichomyia Séguy, 1951
    - Geslacht Ceriomicrodon Hull, 1937[6]
    - Geslacht Cervicorniphora Hull, 1945[7]
    - Geslacht Chrysidimyia Hull, 1937[3][8]
    - Geslacht Domodon Reemer, 2013
    - Geslacht Furcantenna Cheng, 2008[3]
    - Geslacht Heliodon Reemer, 2013
    - Geslacht Hypselosyrphus Hull, 1937[6]
    - Geslacht Indascia Keiser, 1958[4]
    - Geslacht Kryptopyga Hull, 1944[3]
    - Geslacht Laetodon Reemer, 2013
    - Geslacht Masarygus Brethes, 1909
    - Geslacht Menidon Reemer, 2013
    - Geslacht Mermerizon Reemer, 2013
    - Geslacht Metadon Reemer, 2013
    - Geslacht Microdon
      - Ondergeslacht M. (Chymophila) Macquart, 1834 (=Eumicrodon)[4]
      - Ondergeslacht M. (Dimeraspis) Newman, 1838
      - Ondergeslacht M. (Megodon) Keiser, 1971
      - Ondergeslacht M. (Microdon) Meigen, 1803 
      - Ondergeslacht M. (Myiacerapis) Hull, 1949[3]
      - Ondergeslacht M. (Syrphipogon) Hull, 1937[3][8]

    - Geslacht Mixogaster Macquart, 1842
    - Geslacht Nothomicrodon Wheeler, 1924
    - Geslacht Oligeriops Hull, 1937[6][3]
    - Geslacht Omegasyrphus Giglio-Tos, 1891[4]
    - Geslacht Paragodon Thompson, 1969
    - Geslacht Paramicrodon Meijere, 1913 (=Myxogasteroides, Nannomyrmecomyia, Syrphinella)
    - Geslacht Paramixogaster Brunetti, 1923 (=Paramixogasteroides, Tanaopicera)
    - Geslacht Parocyptamus Shiraki, 1930[3]
    - Geslacht Peradon Reemer, 2013
    - Geslacht Piruwa Reemer, 2013
    - Geslacht Pseudomicrodon Hull, 1937[6][3]
    - Geslacht Ptilobactrum Bezzi, 1915[3]
    - Geslacht Rhoga Walker, 1857 (=Papiliomyia)[4]
    - Geslacht Rhopalosyrphus Giglio-Tos, 1891 (=Holmbergia)
    - Geslacht Schizoceratomyia Carrera, Lopes & Lane, 1947 (=Johnsoniodon)
    - Geslacht Serichlamys Curran, 1925
    - Geslacht Stipomorpha Hull, 1945
    - Geslacht Sulcodon Reemer, 2013
    - Geslacht Surimyia Reemer, 2008[3][9]
    - Geslacht Thompsodon Reemer, 2013
    - Geslacht Ubristes Walker, 1852 (=Hypselosyrphus, Stipomorpha)[4]

  - Tribus Spheginobacchini
    - Geslacht Spheginobaccha Shiraki, 1930 de Meijere, 1908[3]
- Onderfamilie Pipizinae
  - Geslacht Cryptopipiza Mutin, 1998
  - Geslacht Heringia (=Cnemodon)
    - Ondergeslacht H. (Heringia) Rondani, 1856
    - Ondergeslacht H. (Neocnemodon) Goffe, 1944

  - Geslacht †Oligopipiza Nidergas, Hadrava, Nel et al., 2018
  - Geslacht Pipiza Fallén, 1810 (=Pseudopipiza)
  - Geslacht Pipizella Rondani, 1856
  - Geslacht Trichopsomyia Williston, 1888 (=Halictomyia)
  - Geslacht Triglyphus Loew, 1840
- Onderfamilie Syrphinae
  - Tribus Bacchini (=Melanostomatini)
    - Geslacht Argentinomyia Lynch Arribalzaga, 1891 (=Braziliana, Rhysops)
    - Geslacht Baccha Fabricius, 1805
    - Geslacht Leucopodella Hull, 1949
    - Geslacht Melanostoma Schiner, 1860 (=Plesia)
    - Geslacht Platycheirus (=Stenocheilosia)
      - Ondergeslacht P. (Carposcalis) Enderlein, 1938
      - Ondergeslacht P. (Eocheilosia) Hull, 1949
      - Ondergeslacht P. (Pachysphyria) Enderlein, 1938
      - Ondergeslacht P. (Platycheirus) Lepeletier & Serville, 1828
      - Ondergeslacht P. (Pseudoplatychirus) Doesburg, 1955

    - Geslacht Pyrophaena Schiner, 1860
    - Geslacht Rohdendorfia Smirnov, 1924
    - Geslacht Spazigaster Rondani, 1843
    - Geslacht Syrphocheilosia Stackelberg, 1864
    - Geslacht Talahua Fluke, 1945
    - Geslacht Tuberculanostoma Fluke, 1943
    - Geslacht Xanthandrus (=Indosyrphus)
      - Ondergeslacht X. (Afroxanthandrus) Kassebeer, 2000
      - Ondergeslacht X. (Androsyrphus) Thompson, 1981
      - Ondergeslacht X. (Xanthandrus) Verrall, 1901

  - Tribus Paragini
    - Geslacht Paragus
      - Ondergeslacht P. (Afroparagus) Vujić & Radenković, 2008
      - Ondergeslacht P. (Pandasyopthalmus) Stuckenberg, 1954
      - Ondergeslacht P. (Paragus) Latreille, 1804
      - Ondergeslacht P. (Serratoparagus) Vujić & Radenković, 2008

  - Tribus Syrphini (=Chrysotoxini) Opmerking: In Mengual et al. (2008)[10] wordt deze tribus in twee groepen gesplist.
    - Syrphini (Groep 1)
      - Geslacht Afrosyrphus Curran, 1927
      - Geslacht Betasyrphus Matsumura, 1917
      - Geslacht Chrysotoxum Meigen, 1803 (=Mulio)
      - Geslacht Dasysyrphus Enderlein, 1938
      - Geslacht Didea Macquart, 1834
      - Geslacht Dideoides Brunetti, 1908 (=Malayomyia)
      - Geslacht Dideopsis Matsumura, 1917
      - Geslacht Epistrophe Walker, 1852 (=Eristalosyrphus)
      - Geslacht Epistrophella (Dusek & Laska 1967)
      - Geslacht Eriozona Schiner, 1860
      - Geslacht Eupeodes
        - Ondergeslacht E. (Eupeodes) Osten Sacken, 1877
        - Ondergeslacht E. (Macrosyrphus) Matsumura, 1917
        - Ondergeslacht E. (Metasyrphus) Matsumura, 1917

      - Geslacht Fagisyrphus Dusek & Laska, 1967
      - Geslacht Flavizona Huo, 2010[11]
      - Geslacht Ischiodon Sack, 1913
      - Geslacht Lapposyrphus Dusek & Laska, 1967
      - Geslacht Leucozona
        - Ondergeslacht L. (Ischyrosyrphus) Bigot, 1882
        - Ondergeslacht L. (Leucozona) Schiner, 1860

      - Geslacht Megasyrphus Dusek & Laska 1967
      - Geslacht Melangyna (=Mesosyrphus, Stenosyrphus)
        - Ondergeslacht M. (Austrosyrphus) Vockeroth, 1969
        - Ondergeslacht M. (Melangyna) Verrall, 1901
        - Ondergeslacht M. (Melanosyrphus) Vockeroth, 1969

      - Geslacht Meligramma Frey, 1946
      - Geslacht Notosyrphus Vockeroth, 1969
      - Geslacht Parasyrphus Matsumura, 1917
      - Geslacht Pseudodoros
        - Ondergeslacht P. (Dioprosopa) Hull, 1949
        - Ondergeslacht P. (Pseudodoros) Matsumura, 1903

      - Geslacht Scaeva (=Catabomba)
        - Ondergeslacht S. (Scaeva) Fabricius, 1805
        - Ondergeslacht S. (Semiscaeva) Kuznetsov, 1985

      - Geslacht Simosyrphus Bigot, 1882
      - Geslacht Syrphus Fabricius, 1775
      - Geslacht Xanthogramma Schiner, 1860 (=Olbiosyrphus)

    - Syrphini (Groep 2)
      - Geslacht Anu Thompson, 2008
      - Geslacht Allobacha Curran, 1928 (=Ptileuria)
      - Geslacht Allograpta (=Metepistrophe, Microsphaerophoria, Miogramma, Oligorhina)
        - Ondergeslacht A. (Allograpta) Osten Sacken, 1875
        - Ondergeslacht A. (Antillus) Vockeroth, 1969
        - Ondergeslacht A. (Claraplumula) Shannon, 1927
        - Ondergeslacht A. (Costarica) Mengual & Thompson, 2009
        - Ondergeslacht A. (Fazia) Shannon, 1927
        - Ondergeslacht A. (Rhinoprosopa) Hull, 1942

      - Geslacht Anu Thompson, 2008
      - Geslacht Asarkina
        - Ondergeslacht A. (Achoanus) Munro, 1924
        - Ondergeslacht A. (Asarkina) Macquart, 1834

      - Geslacht Citrogramma Vockeroth, 1969
      - Geslacht Eosalpingogaster Hull, 1949b
      - Geslacht Eosphaerophoria Frey, 1946 (=Tambavanna)[12]
      - Geslacht Episyrphus
        - Ondergeslacht E. (Asiobaccha) Violovitch, 1976
        - Ondergeslacht E. (Episyrphus) Matsumura & Adachi, 1917

      - Geslacht Exallandra Vockeroth, 1969
      - Geslacht Giluwea Vockeroth, 1969
      - Geslacht Meliscaeva Frey, 1946
      - Geslacht Ocyptamus
        - Ondergeslacht O. (Atylobaccha) Hull, 1949
        - Ondergeslacht O. (Aulacibaccha) Hull, 1949
        - Ondergeslacht O. (Calostigma) Shannon, 1927
        - Ondergeslacht O. (Hermesomyia) Vockeroth, 1969
        - Ondergeslacht O. (Hybobathus) Enderlein, 1937
        - Ondergeslacht O. (Mimocalla) Hull, 1943
        - Ondergeslacht O. (Ocyptamus) Macquart, 1834
        - Ondergeslacht O. (Orphnabaccha) Hull, 1949
        - Ondergeslacht O. (Pelecinobaccha) Shannon, 1927
        - Ondergeslacht O. (Pipunculosyrphus) Hull, 1937
        - Ondergeslacht O. (Pseudoscaeva) Vockeroth, 1969
        - Ondergeslacht O. (Styxia) Hull, 1943
        - Ondergeslacht O. (Therantha) Hull, 1943

      - Geslacht Salpingogaster Schiner, 1868
      - Geslacht Sphaerophoria
        - Ondergeslacht S. (Loveridgeana) van Doesburg & van Doesburg, 1976
        - Ondergeslacht S. (Sphaerophoria) Lepeletier & Serville, 1828

    - Syrphini (Groep niet bepaald)
      - Geslacht Agnisyrphus Ghorpade, 1994
      - Geslacht Asiodidea Stackelberg, 1930
      - Geslacht Dideomima Vockeroth, 1969
      - Geslacht Doros Meigen, 1803
      - Geslacht Lamellidorsum Huo & Zheng, 2005
      - Geslacht Pelloloma Vockeroth, 1973
      - Geslacht Rhinobaccha Meijere, 1908
      - Geslacht Vockerothiella Ghorpade, 1994

  - Tribus Toxomerini
    - Geslacht Toxomerus Macquart, 1855 (=Antiops, Mesogramma, Mesograpta, Mitrosphen)